# ROSES
『ROSES』（ローズ）は日本のヴィジュアル系ロックバンド、jealkbのインディーズ1stアルバム。2007年5月16日発売。発売元はjkb records/R and C Ltd.。

## 概要
『D.D.D』にはゲストボーカルとしてJanne Da Arcのyasuが参加している。

## 収録曲
1. 薔薇の棘と指先の血と（ばらのとげとゆびさきのちと）
  - 作詞・作曲:haderu / 編曲:elsa
2. 黒い砂漠（くろいさばく）
  - 作詞:haderu / 作曲:elsa / 編曲:elsa

インディーズ4thシングル。
3. snatch（スナッチ）
  - 作詞:haderu / 作曲:elsa / 編曲:elsa
4. metronome (album vox)（メトロノーム・アルバム ボックス）
  - 作詞・作曲:haderu / 編曲:elsa

インディーズ1stシングル「metronome」のアルバムバージョン。
5. killss（キルス）
  - 作詞:haderu / 作曲:haderu & elsa / 編曲:elsa

インディーズ2ndシングル「恋傷」収録。
6. still lovin' you (chaos ver)（スティル ラビン ユー・カオス バージョン）
  - 作詞:haderu / 作曲:elsa / 編曲:elsa

インディーズ4thシングル「黒い砂漠」収録のchaosのボーカルバージョン。
7. 恋傷（こいきず）
  - 作詞・作曲:haderu / 編曲:elsa

インディーズ2ndシングル。
8. オプティ（オプティ）
  - 作詞・作曲:haderu / 編曲:elsa
9. How much is your love（ハウマッチイズユアーラブ）
  - 作詞:haderu / 作曲:elsa / 編曲:elsa

インディーズ3rdシングル「Julia」収録。
10. D.D.D (special ver)（ディー ディー ディー・スペシャル バージョン）
  - 作詞:haderu & hideki & chaos / 作曲:elsa / 編曲:elsa
11. Julia（ジュリア）
  - 作詞:haderu / 作曲:elsa / 編曲:elsa

インディーズ3rdシングル。

### 初回盤限定DVD
シングルのPVを収録。
1. 恋傷
2. Julia
3. 黒い砂漠
4. メイキング